# Tequila Sunrise (film)
Tequila Sunrise is een Amerikaanse film uit 1988 geregisseerd door Robert Towne. De hoofdrollen worden vertolkt door Mel Gibson en Michelle Pfeiffer.

## Verhaal
Mac McKussic (Mel Gibson) is een drugsdealer die ermee wil ophouden maar wil nog een laatste zaak doen. Mac wordt verliefd op Jo Ann (Michele Pfeiffer), de eigenares van het restaurant Vallenari. Een oude vriend van Mac, Nick Frescia, is politieagent geworden en moet Mac arresteren. Hij benadert Jo Ann om zo meer over zijn drugshandel te weten te komen, maar ook hij wordt verliefd op Jo Ann.

## Rolverdeling
| Acteur            | Personage             |
| ----------------- | --------------------- |
| Mel Gibson        | Mac McKussic          |
| Michelle Pfeiffer | Jo Ann                |
| Kurt Russell      | Nick Frescia          |
| Raul Julia        | Carlos                |
| J.T. Walsh        | DEA Agent Hal Maguire |
| Gabriel Damon     | Cody McKussic         |
| Arliss Howard     | Gregg Lindroff        |
| Arye Gross        | Andy Leonard          |
| Daniel Zacapa     | Arturo                |
| Eric Thiele       | Vittorio Vallenari    |

## Prijzen en nominaties
- 1989 - Oscar
  - Genomineerd: Beste cinematograaf (Conrad L. Hall)
- 1989 - ASC Award
  - Gewonnen: Beste cinematograaf (Conrad L. Hall)
- 1990 - ASCAP Award
  - Gewonnen: Beste lied (Richard Marx en Ross Vannelli - "Surrender")
- 1990 - Young Artist Award
  - Genomineerd: Beste jonge acteur (Gabriel Damon)